# Argyle (Georgia)
Argyle – miasto w Stanach Zjednoczonych, w stanie Georgia, w hrabstwie Appling.